# 1963 a tudományban
Az 1963. év a tudományban és a technikában.

## Díjak
- Nobel-díjak
  - Fizikai Nobel-díj: Wigner Jenő, Maria Goeppert-Mayer, Johannes Hans Daniel Jensen
  - Fiziológiai és orvostudományi Nobel-díj: John Carew Eccles, Alan Lloyd Hodgkin, Andrew Huxley
  - Kémiai Nobel-díj: Karl Ziegler, Giulio Natta

## Születések
- január 4. – May-Britt Moser Nobel-díjas (megosztva) norvég] neurofiziológus, agykutató
- február 9. – Brian Greene amerikai fizikus, a szuperhúrelmélet kiemelkedő kutatója
- május 30. –  Helen Sharman angol vegyész-mérnök űrhajósnő
- augusztus 1. – Vakata Kóicsi japán repülőgép szerkezeti mérnök, űrhajós
- október 20. – Julie Payette kanadai mérnök, űrhajós
- november 20. – Timothy Gowers brit matematikus

## Halálozások
- február 5. – Barnum Brown amerikai őslénykutató (* 1873)
- május 6. – Kármán Tódor gépészmérnök, fizikus, alkalmazott matematikus, az aerodinamika és az űrkutatás kiemelkedő alakja (* 1881)
- október 17. – Jacques Hadamard francia matematikus. Legismertebb tudományos eredménye a prímszámtétel bizonyítása (* 1865)